# Nasza Niepodległa
Nasza Niepodległa – album muzyczny wydany z okazji 90. rocznicy odzyskania niepodległości Polski. W projekcie wzięli udział polscy artyści, którzy wykonali patriotyczne piosenki w nowych aranżacjach.
Płyta została objęta patronatem honorowym prezydenta Lecha Kaczyńskiego i ministra Bogdana Zdrojewskiego. Promotorem projektu była Fundacja Polskiego Godła Promocyjnego „Teraz Polska”, patronatem medialnym objęła projekt Telewizja Polska. Autorem aranżacji i producentem muzycznym był Krzysztof Herdzin. Na potrzeby projektu powstała piosenka „Radosna niepodległość” ze słowami Romana Kołakowskiego i muzyką Krzysztofa Herdzina.
Album uzyskał status złotej płyty.

## Lista piosenek
1. Maryla Rodowicz – „Przybyli ułani pod okienko”
2. Andrzej Lampert – „Znaszli ten kraj?”
3. Irena Santor – „Powrócisz tu”
4. Zakopower – „Obława”
5. Maciej Miecznikowski – „O mój rozmarynie”
6. Natalia Kukulska – „Warszawo ma”
7. Ryszard Rynkowski – „Żeby Polska była Polską”
8. Piotr Szczepanik – „Piechota”
9. Katarzyna Cerekwicka – „Piosenka o mojej Warszawie”
10. Justyna Steczkowska – „Biały krzyż”
11. Małgorzata Kożuchowska – „Rozkwitały pąki białych róż?”
12. Krzysztof Kiljański – „Pieśń Kronika”
13. Edyta Geppert – „Deszcz, jesienny deszcz”
14. Wszyscy artyści – „Radosna Niepodległość”